# Micromisumenops xiushanensis
Genre
Espèce
Synonymes
- Misumenops xiushanensis Song & Chai, 1990

Micromisumenops xiushanensis, unique représentant du genre Micromisumenops, est une espèce d'araignées aranéomorphes de la famille des Thomisidae.

## Distribution
Cette espèce est endémique de Chine. Elle se rencontre à Chongqing et au Yunnan.

## Description
Les mâles mesurent de 2,20 à 2,30 mm et les femelles de 2,75 à 3,17 mm.

## Étymologie
Son nom d'espèce, composé de xiushan et du suffixe latin -ensis, « qui vit dans, qui habite », lui a été donné en référence au lieu de sa découverte, le xian autonome tujia et miao de Xiushan.

## Publications originales
- Song & Chai, 1990 : Notes of some species of the family Thomisidae (Arachnida: Araneae) from Wuling Shan area. From Water onto Land. C.S.S.A.R., Beijing, p. 364-374.
- Tang & Li, 2010 : Crab spiders from Xishuangbanna, Yunnan Province, China (Araneae, Thomisidae). Zootaxa, no 2703, p. 1-105.